# Joost Terol
Joost Terol (Leida, 1º febbraio 1980) è un ex calciatore olandese, di ruolo portiere.

## Palmarès
- Coppa dei Paesi Bassi: 1

Utrecht: 2003-2004
- Supercoppa dei Paesi Bassi: 1

Utrecht: 2004
- Eerste Divisie: 1

De Graafschap: 2009-2010